# Roberto Ferrari (duchowny)
Roberto José Ferrari (ur. 29 listopada 1965 w Ucacha) – argentyński duchowny rzymskokatolicki, biskup pomocniczy archidiecezji Tucumán od 2021.

## Życiorys

### Prezbiterat
Święcenia kapłańskie przyjął 19 września 1993 i został inkardynowany do diecezji Río Cuarto. Pracował głównie jako duszpasterz parafialny, był też wychowawcą i rektorem diecezjalnego seminarium duchownego.

### Episkopat
10 października 2020 papież Franciszek mianował go biskupem pomocniczym Tucumán ze stolicą tytularną Pinhel. Sakry biskupiej udzielił mu 2 stycznia 2021 biskup Adolfo Armando Uriona.